# Tarmo Jallai
Tarmo Jallai, né le 30 janvier 1979 à Tartu, est un athlète estonien, spécialiste du 110 mètres haies.

## Biographie
En 2003 il rejoint la Texas A&M University. 
Entre 2004 et 2006 il fait passer le record d'Estonie du 110 m haies de 13 s 84 à 13 s 62, et celui du 60 m haies de 7 s 92 à 7 s 76.

### Palmarès

#### National
- 4 titres sur 110 m haies (2000, 2003-2005)[3]
- 3 titres sur 60 m haies (2000, 2002, 2010)

### Records
| Épreuve     | Performance  | Lieu    | Date            |
| ----------- | ------------ | ------- | --------------- |
| 110 m haies | 13 s 62 (RN) | Xalapa  | 13 mai 2006     |
| 60 m haies  | 7 s 76 (RN)  | Houston | 11 février 2006 |